# Hayashida Yukio
Hayashida Yukio  (jap. 林田 悠紀夫; * 26. November 1915 in Maizuru, Präfektur Kyōto; † 11. November 2007 in Setagaya, Tokio) war ein japanischer Politiker der Liberaldemokratischen Partei (LDP), der unter anderem zwischen 1978 und 1986 Gouverneur der Präfektur Kyōto sowie von 1987 bis 1988 Justizminister war.

## Leben
Hayashida Yukio, Sohn von Hayashida Nobumaru und Hayashida Yurie, absolvierte ein Studium der Rechtswissenschaften an der Kaiserlichen Universität Tokio und wurde nach dessen Abschluss 1939 zunächst Mitarbeiter in das Ministerium für Land- und Forstwirtschaft. Am 5. Mai 1939 trat er in die Kaiserlich Japanische Marine als Offizier auf Zeit ein und besuchte die Marineschule für Rechnungswesen. Nach deren Abschluss wechselte er am 5. Mai 1939 31. Luftkorps und wurde im Februar 1944  Chef des Rechnungswesens dieses in Manila und zuletzt in Yogyakarta stationierten Luftkorps. Im April 1945 wurde er zum Leiter der Abteilung für wirtschaftliche Angelegenheiten des Amtes für zivile Angelegenheiten der Marine von Borneo ernannt und nach Banjarmasin versetzt. Nach der Landung der Alliierten in Balikpapan am 1. Juli 1945 im Rahmen der Operation Oboe floh er in den Dschungel Borneos und geriet ein Jahr später in Kriegsgefangenschaft. Nach seiner Rückkehr nach Japan trat er wieder in das Ministerium für Land- und Forstwirtschaft ein und war zeitweise Abteilungsleiter in der Fischereibehörde sowie Leiter des Ministerbüros sowie Leiter der Gartenbauabteilung des Ministeriums.
Bei der Sangiin-Wahl 1965 kandidierte Hayashida für die Liberaldemokratischen Partei (LDP) in Kyōto erstmals für das Sangiin, das Oberhaus des Kokkai, des japanischen Parlaments. Er wurde bei den Wahlen 1968, 1971, 1974 und 1977 wiedergewählt und gehört dem Sangiin somit von Juli 1965 bis März 1978 an. Er war zwischen 1974 und 1976 erstmals Präsident der Industrie- und Handelskammer.
Nachdem Rücktritt von Torazo Ninagawa am 15. April 1978, der seit dem 20. April 1950 Gouverneur war, wurde Hayashida Yukio als dessen Nachfolger am 16. April 1978 Gouverneur von Kyōto. Vize-Gouverneure wurden daraufhin Nonaka Hiromu und Teiichi Aramaki. Er bekleidete das Amt des Gouverneurs nach seiner Wiederwahl 1982 bis zum 15. April 1986, woraufhin Teiichi Aramaki sein Nachfolger wurde. Zugleich war er von 1983 bis 1984 erneut Präsident der Industrie- und Handelskammer.
Im Anschluss wurde Hayashida Yukio bei der Sangiin-Wahl 1986 für Kyōto wieder zum Mitglied des Sangiin gewählt und gehörte diesem nach seinen Wiederwahlen 1989, 1992 sowie 1995 bis zur Sangiin-Wahl 1998 an. Innerhalb der LDP gehörte er der Kōchikai-Faktion an, deren damaliger Vorsitzender Miyazawa Kiichi war. Im Kabinett von Premierminister Takeshita Noboru bekleidete er vom 6. November 1987 bis zur Kabinettsumbildung am 27. Dezember 1988 das Amt des Justizministers. Er engagierte sich zudem als stellvertretender Vorsitzender der Gesellschaft der Shintō-Schreine. Er verstarb an Herzversagen in einem Krankenhaus in Setagaya, ein Bezirk Tokios. Aus seiner 1943 geschlossenen Ehe mit Hayashida Yoko gingen zwei Kinder hervor.

## Hintergrundliteratur
- Takekazu Ogura: Can Japanese Agriculture Survive?: A Historical and Comparative Approach, S. 205, Agricultural Policy Research Center, 1980
- Who’s who in Asian and Australasian Politics, S. 105, Bowker-Saur, 1991, ISBN 0-8629-1593-7
- Who’s who in Japanese Government, S. 189, I.C.A. of Japan Company, 1997, ISBN 4-9900-3831-2